# Baron de Mora
Baron de Mora is een sinds 1817 bestaande Spaanse adellijke titel.

## Geschiedenis
De titel werd op 20 oktober 1817 toegekend aan Félix Valón y Gramontel, artilleriekapitein. Op 8 juli 1878 volgde zijn dochter Maria del Pillar Valón de Espés hem in die titel op. Op 3 juni 1918 verkreeg haar kleinzoon Luis Jesus Franco de Espés y Dominguez de titel, op 4 mei 1956 opgevolgd door zijn broer Jesús Javier Franco de Espés y Dominguez. Op 26 april 1984 verkreeg de zoon van de laatste, Jesús Javier Franco de Espés y Ureta (1939), de titel en hij is de huidige titelvoerder. Zijn vermoedelijke opvolger in de titel is zijn zoon Beltrán.